# تيرينس فينتر
تيرينس فينتر (بالإنجليزية: Terence Winter) (و. 1960  م) هو كاتب سيناريو، ومخرج تلفزيوني، ومنتج تلفزيوني، ومنتج أفلام، ومحامي، وكاتب أمريكي، ولد في بروكلين.

## التعليم
تعلم في جامعة نيويورك، وكلية الحقوق في جامعة القديس يوحنا ‏.

## جوائز وترشيحات
حصل على جوائز منها:
جوائز
- جائزة الإيمي برايم تايم
- جائزة نقابة الكتاب الأمريكية
- جائزة إدغار

ترشيحات
- جائزة الأوسكار لأفضل كتابة، عن عمل: ذئب وول ستريت

ترشح لـ:
- جائزة الأوسكار لأفضل كتابة "سيناريو مقتبس"، عن عمل: ذئب وول ستريت.

## وصلات خارجية
- تيرينس فينتر على موقع IMDb (الإنجليزية)
- تيرينس فينتر على موقع ألو سيني (الفرنسية)
- تيرينس فينتر على موقع ميوزك برينز (الإنجليزية)
- تيرينس فينتر على موقع أول موفي (الإنجليزية)
- تيرينس فينتر على موقع قاعدة بيانات الأفلام السويدية (السويدية)
- تيرينس فينتر على موقع قاعدة بيانات الفيلم (الإنجليزية)
- تيرينس فينتر على موقع كينوبويسك (الروسية)